# Stargate Universe
(Tagline di Stargate Universe)
Stargate Universe (abbreviato in SGU) è una serie televisiva di genere fantascientifico (space opera militare), la terza appartenente al franchise di Stargate.
Prodotta dalla Metro-Goldwyn-Mayer e ideata da Brad Wright e Robert C. Cooper, Stargate Universe è stata trasmessa in prima visione su Syfy dal 2 ottobre 2009. La serie, come le due precedenti, è stata girata a Vancouver, in Canada, nei Bridge Studios.
In Italia la prima stagione è stata trasmessa da AXN dal 12 gennaio 2010 al 20 luglio 2010, mentre la seconda stagione è stata trasmessa sull'allora neonato canale AXN Sci-Fi.
Il 16 dicembre 2010 la Syfy annunciò la cancellazione della serie, che è terminata, quindi, con la seconda stagione.
È stata pubblicata una omonima serie a fumetti  che riprende la storia dalla fine della seconda stagione, nella cui realizzazione tuttavia non hanno partecipato né i creatori né gli scrittori della serie televisiva.

## Trama
Grazie alla scoperta dell'uso del nono Chevron dello Stargate un team di esploratori raggiunge una nave disabitata chiamata Destiny, lanciata dagli Antichi milioni di anni prima in un viaggio esplorativo attraverso le galassie. Frutto di un esperimento iniziato ma mai completato, la Destiny ha il compito di seguire le tracce delle navi che l'hanno preceduta di un milione di anni, "seminando" gli Stargate nei pianeti di numerose galassie. Il gruppo di civili e scienziati raggiungono la Destiny per sfuggire a un attacco alla base segreta in cui si trovano. Molti di loro non sono addestrati per affrontare la situazione, a partire dal giovane Eli Wallace fino al giorno prima genio della matematica disoccupato e videogiocatore incallito che viveva a casa della madre. A complicare le cose l'impossibilità di tornare sulla Terra e di controllare l'astronave, guidata da una sorta di pilota automatico molto avanzato. Fin dai primi episodi le necessità del team sono molto concrete: filtri per l'anidride carbonica, energia, acqua. La nave sembra identificare di volta in volta le necessità e agire di conseguenza e ciò talvolta richiede un certo spirito di adattamento ed intraprendenza ai componenti del team. Una caratteristica peculiare della Destiny è di fermarsi vicino a pianeti a portata di Stargate per un tempo ben preciso, scandito da un conto alla rovescia, trascorso il quale riparte indipendentemente dal fatto che tutti i componenti del team siano riusciti a tornare a bordo. L'astronave si sposta più velocemente della luce ma non tramite l'iperspazio come invece fanno le altre navi degli Antichi, di milioni di anni più recenti.

## Personaggi e interpreti
I produttori hanno scelto di ingaggiare il noto attore Robert Carlyle e comporre il resto del cast con attori sconosciuti.
- Dott. Nicholas Rush, interpretato da Robert Carlyle.
Scienziato "machiavellico"[7][8] ed uno dei maggiori esperti della tecnologia degli Antichi[9]. Del suo passato si sa che è rimasto vedovo ed è per questo che accetta di partecipare alle missioni del Comando Stargate ad esplorare l'universo: sulla Terra non gli è rimasto più niente; quando il team si ritroverà intrappolato sulla nave Destiny, Rush sarà l'unico a non voler tornare a casa.[9] È lui a scoprire e spiegare al team che non possono tornare sulla Terra e che ciò è grandioso poiché non c'è mai stata un'occasione migliore per l'umanità nell'ambito dell'esplorazione; per questo suo comportamento non è inizialmente creduto dal resto del team.[9] Il suo maggiore oppositore è il colonnello Everett Young con cui si sviluppa un odio reciproco.[9] Dal resto del team il Dr.Rush è ritenuto un po' fuori di testa dato il suo comportamento, comunque sempre motivato anche se lo spettatore a volte se ne rende conto solo con lo svolgersi degli eventi.[10] Il personaggio di Rush fu pensato inizialmente con nome di battesimo David.[11]
- Colonnello Everett Young, interpretato da Louis Ferreira.
Capo della sicurezza della base Icarus e leader del team intrappolato sulla Destiny.[12] Quarantenne e sposato da due anni, è un personaggio somigliante al Jack O'Neill nei primi anni al comando della SG-1.[13] È in conflitto continuo con il Dottor Rush e Camile Wray.[12]

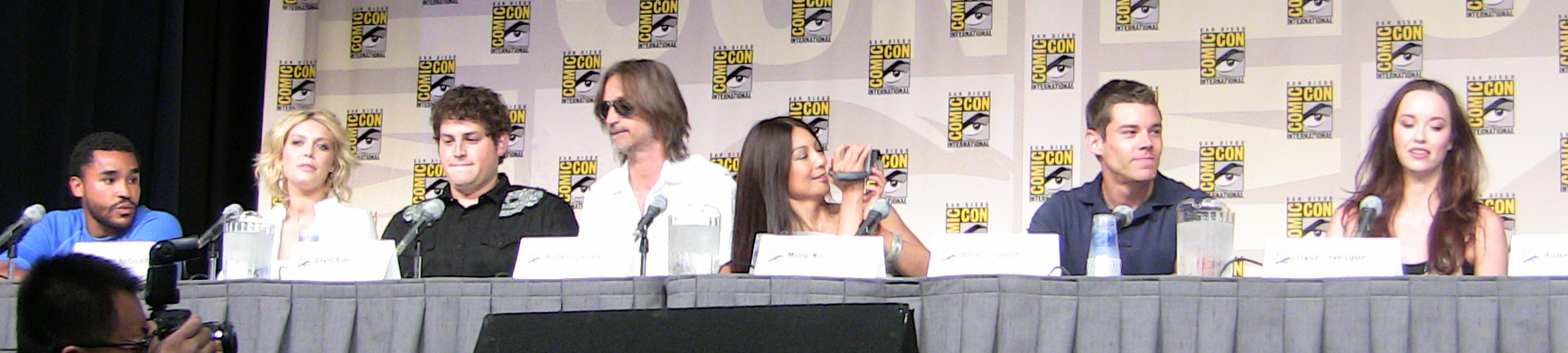
Il cast della serie al Comic Con 2009

- Tenente Matthew Scott, interpretato da Brian J. Smith.
Ufficiale in seconda sulla Destiny.
- Sergente Ronald Greer, interpretato da Jamil Walker Smith.
- Camile Wray, interpretata da Ming-Na.
Membro della IOA e ufficiale civile più alto in grado a bordo della Destiny.[14]
- Eli Wallace, interpretato da David Blue.
Ragazzo prodigio incapace di applicarsi, cattura l'attenzione del programma Icarus risolvendo un codice inserito in un particolare videogioco.[15]
- Tenente Tamara Johansen, interpretata da Alaina Huffman.
Paramedico, nominata ufficiale medico di bordo per le sue conoscenze in questo campo. Ha avuto una relazione con il colonnello Young.
- Chloe Armstrong, interpretata da Elyse Levesque.
Figlia di un Senatore USA che ha sostenuto il progetto per raggiungere la Destiny con oltre 1.6 miliardi di dollari.
- Col. David Telford, interpretato da Lou Diamond Phillips.
Ufficiale di alto grado all'interno del programma Stargate, scelto per guidare la squadra nello stargate indirizzato con il nono chevron.[16] Tra Telford ed il Colonnello Young vi sono dei vecchi contrasti, infatti durante il soggiorno alla base Icarus i due cercavano di evitarsi.[16]

### Guest star
In Stargate Universe fanno la loro comparsa come guest star alcuni protagonisti di Stargate SG-1 nei loro ruoli abituali: Richard Dean Anderson (Jack O'Neill), Gary Jones (Walter Harriman), Michael Shanks (Daniel Jackson) e Amanda Tapping (Samantha Carter); in particolare, Anderson prenderà parte a più episodi.

## La xenobiologia di Stargate Universe

### Nakaï
I Nakaï sono una specie umanoide, nella fase di conquista dello spazio, che si trova in una delle galassie esplorate dalla spedizione Destiny. Hanno incontrato la Destiny prima che l'equipaggio della Destiny arrivasse sull'astronave. I Nakaï hanno tentato di salire sulla Destiny per capire la sua provenienza e acquisire la sua tecnologia ma senza riuscirci; con l'arrivo dell'equipaggio della Destiny i Nakaï cercano di catturare i passeggeri per comprenderne la provenienza sondando la loro mente. I Nakaï non sono una specie aggressiva e non hanno intenzioni ostili nei confronti dell'equipaggio della Destiny ma sono solo interessati alla conoscenza che possiede la Destiny. La prima apparizione di questa razza avviene nell'episodio "Spazio (Parte 1)" della prima stagione.

### Ursini
Gli Ursini, tipo di artropodi evoluti, sono una specie umanoide che si trova in una delle galassie esplorate dalla spedizione Destiny. La prima apparizione di questa razza avviene nell'episodio "Risveglio" della seconda stagione.

## Episodi
| Stagione         | Episodi | Prima TV originale | Prima TV Italia |
| ---------------- | ------- | ------------------ | --------------- |
| Prima stagione   | 20      | 2009-2010          | 2010            |
| Seconda stagione | 20      | 2010-2011          | 2011            |

## Premesse
Nel 2008 gli ideatori della serie Robert C. Cooper e Brad Wright dichiararono che "[Stargate Universe] manterrà lo spirito di Stargate, ma sarà un'entità del tutto nuova e separata, al contrario di Atlantis, che nasceva come spin-off di SG-1".

Il produttore esecutivo Joseph Mallozzi dichiarò:
Il presidente di Sci Fi Channel Dave Howe dichiarò inoltre che l'obiettivo della nuova serie era coinvolgere un pubblico più giovane; il Corriere della Fantascienza espresse perplessità su questo particolare, temendo che la serie si rivelasse un dramma adolescenziale; l'allusione ad un target più giovanile non entusiasmò i fan.
Brad Wright dichiarò che Stargate Universe sarebbe stato un progetto ambizioso e costoso, non realizzabile con scorciatoie economiche; Wright dichiarò anche che avrebbe preferito non realizzare affatto la serie piuttosto che essere costretto a realizzarla ad un livello scadente per mancanza di budget.
Infine Robert C. Cooper dichiarò alla convention ufficiale di Stargate dell'aprile 2009 che in Stargate Universe, a differenza di Stargate SG-1 e Stargate Atlantis, vi sarebbero stati due personaggi omosessuali; uno di essi sarà Camile Wray, il personaggio interpretato da Ming-Na.

### Critiche dei fan
Stargate Universe è stata oggetto di alcune critiche da parte dei fan del franchise di Stargate.
Innanzitutto i fan temevano che dato il cast giovanissimo e l'obiettivo dichiarato della produzione di puntare ad un target più giovanile, la serie potesse passare dal genere space opera militare a quello del dramma adolescenziale.

Il resto delle critiche arrivava dai fan più accaniti di Stargate Atlantis: il fatto che la cancellazione della serie da parte di SyFy corrispondesse al momento in cui tale network aveva ordinato una nuova serie televisiva sostitutiva, e che questa si fosse rivelata proprio Stargate Universe, aveva portato i fan ad accusare la produzione di aver cancellato Stargate Atlantis proprio per far posto alla nuova serie; Brad Wright spiegò che erano state decise la cancellazione della serie e la realizzazione di un film basato su di essa perché Stargate Atlantis era ancora capace di fare buoni ascolti:
Anche Joseph Mallozzi affermò che le critiche dei fan erano dovute proprio all'accostamento tra la cancellazione di Stargate Atlantis e l'annuncio della nuova serie Stargate Universe.

## Produzione

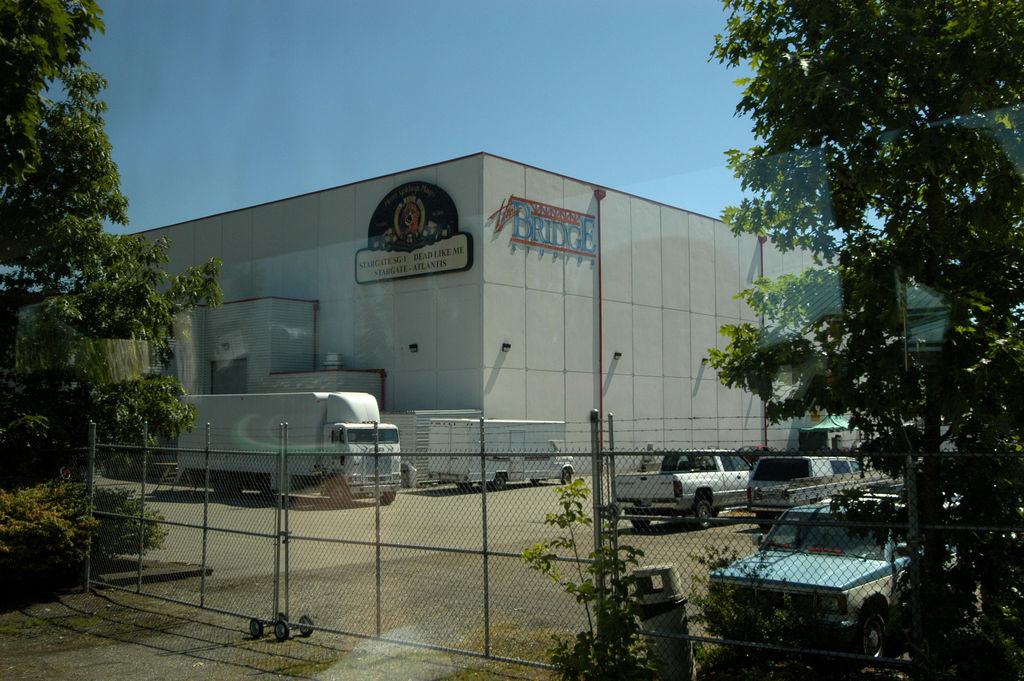
I Bridge Studios, a Vancouver, dove la serie è stata girata.

Ideatori della serie sono stati Brad Wright e Robert C. Cooper che ne saranno anche sceneggiatori e produttori esecutivi. Joseph Mallozzi ricoprì il ruolo di produttore esecutivo della serie mentre John Scalzi venne assunto come consulente. La compagnia di produzione è stata, come per SG-1 e SGA, la Metro-Goldwyn-Mayer.
Gli sceneggiatori iniziarono a scrivere la trama della prima stagione dalla metà del novembre 2008; in seguito l'Aeronautica e il Corpo dei Marines degli Stati Uniti hanno riletto il copione. Il primo episodio doveva inizialmente andare in onda il 4 febbraio 2009, poi il 18; infine, complice anche lo sciopero degli sceneggiatori, si è deciso di rinviare fino all'autunno 2009. Le scene sono state girate ai Bridge Studios negli studio 2, 4 (set della Destiny) e 5 (set della Base Icarus); e in una location a Vancouver.
L'attore Robert Carlyle ha affermato che ogni episodio di Stargate Universe ha avuto un costo superiore ai 2 milioni di dollari.
I produttori affermarono che lo stile di ripresa delle scene in Stargate Universe sarebbe stato molto diverso da quello comune ispirandosi allo stile usato in Cloverfield, ovvero ad una tecnica di ripresa "documentaristica" dove sembra che le immagini siano riprese in quel momento da un operatore sul posto, rendendo il filmato più realistico per far sembrare allo spettatore di essere anch'egli sulla scena. Guardando il trailer si possono notare molte somiglianze da questo punto di vista con la serie Battlestar Galactica, come ad esempio l'atmosfera cupa e disperata.
La produzione della seconda stagione della serie è iniziata a Vancouver. Vennero ordinati altri 20 episodi.

## Critica specialistica
Con l'episodio pilota sono arrivate le prime recensioni e critiche per Stargate Universe. Barry Garron affermò sul The Hollywood Reporter che Stargate Universe era prodotto in modo competente e con tutte le caratteristiche del franchise di Stargate che i fan si aspettavano, ma dichiarò anche che se l'obiettivo della serie era affermarsi come un dramma intelligente era lontana dal suo scopo: secondo Garron servivano una trama più sorprendente e un dramma più impegnativo dal punto di vista intellettuale. Mike Hale sul The New York Times scrisse che la serie era caratterizzata da una scarsa qualità di recitazione, eccezion fatta per Robert Carlyle, e descrisse la serie come il più implausibile "polpettone" fantascientifico. David Hinckley sul quotidiano newyorkese Daily News constatò una maggiore enfasi sui personaggi rispetto alle serie precedenti e disse che nei successivi episodi vi era tutto il tempo perché la drammaticità della serie si intensificasse e la recitazione degli attori salisse di livello; Hinckley donò quindi a Stargate Universe 4 stelle su 5. Joanna Weiss sul The Boston Globe affermò che la serie era simile ad un "Lost nello spazio" e non molto ambiziosa, ma che a suo modo era interessante; la Weiss inoltre trovava suo malgrado poco interessanti i personaggi femminili, ipotizzando però che avrebbero potuto mutare con il tempo. Matt Roush di TV Guide Magazine credette che la serie fosse promettente e anch'egli apprezzò la prestazione di Carlyle. Hank Stuever scrisse sul The Washington Post che era colpito dalla prevedibilità dell'azione e dei personaggi e che vedeva la serie come uno Star Trek: Voyager che incontrasse Lost; Stuever evidenziò anche dei plagi nei confronti di Star Trek, Alien, Star Wars e Battlestar Galactica. Laura Fries su Variety affermò che Stargate Universe aveva più sostanza ed un'atmosfera più cupa delle precedenti serie e che era psicologicamente più profonda, ma anche meno divertente. Sul Chicago Tribune, Maureen Ryan scrisse che le trame non erano molto sorprendenti e che i vari conflitti tra i personaggi risultavano piuttosto forzati.